# Jossimar Calvo
Jossimar Orlando Calvo Moreno (Cúcuta, Norte de Santander; 22 de julio de 1994) es un gimnasta profesional colombiano de alto rendimiento. En los  Juegos Panamericanos de 2015 se convirtió en el primer colombiano en lograr tres (3) medallas de oro en una misma edición de esta cita deportiva. En dichos juegos se alzó además con una medalla de plata y una de bronce, convirtiéndose en el colombiano más laureado de esas justas. Anteriormente, a la corta edad de 17 años, ganó una medalla de oro y una de plata en los Juegos Panamericanos de 2011. Se le considera el sucesor del gimnasta antioqueño Jorge Hugo Giraldo como el mejor deportista de la especialidad en el país, aunque le supera en logros, toda vez que el mayor registro alcanzado por éste fueron cinco (5) medallas de plata en la competición panamericana.

## Historia
Jossimar  Calvo Moreno nació en la ciudad de Cúcuta el 22 de julio de 1994, capital del departamento Norte de Santander. Su madre, Nohora Moreno Montessu, cabeza de familia, descubrió su talento cuando Calvo intentaba imitar a muy corta edad, las acrobacias del actor belga Jean-Claude Van Damme  viendo una película de éste en la televisión. A la edad de 5 años, una profesora convence a su madre para inscribirlo en una escuela de gimnasia, aunque al niño le apasionaba más el fútbol. Dos años después, Jossimar Calvo  participó en el torneo nacional de la disciplina en Medellín donde consiguió dos medallas de bronce y descubrió que podía dedicarse a la gimnasia como profesión.
Ha logrado alzarse con medalla de oro en varios torneos internacionales, entre los que se destacan: Los Juegos Panamericanos de 2011 celebrados en Guadalajara (México), en el mundial de Gimnasia de Bélgica, en Eslovenia y en el Challenger Cup de Croacia en 2013, en los XXII Juegos Centroamericanos y del Caribe en 2014, en los Juegos Suramericanos de 2014, en la Copa Mundo de gimnasia realizada en Incheon, Corea del Sur en 2014 y en los Juegos Panamericanos en 2015 llevados a cabo en Toronto, Canadá.
Jossimar Calvo participó en marzo de 2015 en la American Cup realizada en Texas, EE. UU., torneo que reunió a los nueve mejores gimnastas del mundo, donde ocupó la sexta casilla.
En el orden nacional ha participado en los Juegos Deportivos Nacionales de 2012, donde obtuvo siete 7 preseas de oro y otros torneos regionales.
Como reconocimiento  por sus logros deportivos, tras ganar una medalla de oro en la Copa Mundo de Eslovenia y medallas de plata en los mundiales de Alemania y Catar, Jossimar Calvo recibió la Medalla Juana Rangel de Cuéllar, la máxima distinción que otorga el municipio de Cúcuta. 
En diciembre de 2015  El Espectador, diario colombiano de circulación nacional, le cataloga junto a Caterine Ibargüen y Nairo Quintana como los mejores deportistas colombianos. De otra parte, recibió de manos del Comité Olímpico Colombiano el galardón en los Premios Altius.
En mayo de 2016, con un registro de 15 550 puntos en la especialidad de barras paralelas, Jossimar ganó una medalla de oro en la Copa mundo de Gimnasia de Brasil y se clasificó para los juegos Río 2016, convirtiéndose en el segundo gimnasta colombiano en clasificar a unos Juegos Olímpicos. En aquella cita mundial Calvo ocupa el décimo puesto en gimnasia artística.
El 22 de diciembre de 2018 se estrenó el cortometraje La historia de un campeón, una especie de documental sobre la vida de Jossimar Calvo, donde el mismo interpreta al protagonista en la etapa adulta, es dirigida por Susana Godoy y escrita por Iván Gallo.

## Ley Jossimar Calvo
La Ley del Deporte -llamada Ley Jossimar Calvo, en reconocimiento a este gimnasta- fue un proyecto que pretendía ayudar al deporte nacional con incentivos económicos, mejores sedes en los campos de entrenamiento, fortalecimiento de las instituciones encargadas de administrar los recursos del deporte departamental y la creación de la Comisión Disciplinaria Antidopaje. El anuncio lo hizo el presidente de la república Juan Manuel Santos en la Biblioteca Pública Julio Pérez Ferrero, en ceremonia donde le fue impuesto al gimnasta cucuteño el Botón de la Paloma de la Paz.
Dicho proyecto de ley fue presentado al senado de la república, pero no pasó del primer debate y fue retirado poco después de plantarse. Sus detractores aludieron que el país no contaba con recursos suficientes para financiar tales objetivos y que se necesitaba una ley más compleja para llegar a todos los sectores del deporte colombiano.